# Prozor (herb książęcy)
Prozor (Prozor I) – polski herb książęcy. Herb własny rodziny Prozorów.

## Opis herbu

### Opis historyczny
Juliusz Ostrowski blazonuje herb następująco:

Na tarczy dwudzielnej w polu I czerwonem — pół orła białego, w II błękitnem — trzy złote sześciopromienne gwiazdy jedna pod drugą. Nad tarczą mitra.

Seweryn Uruski natomiast:

Tarcza w podłuż przedzielona: w prawej części niebieskiej trzy gwiazdy jedna nad drugą, w lewej pół orła, trzymającego w dziobie pierścień; na tarczy mitra książęca.

### Opis współczesny
Opis skonstruowany współcześnie brzmi następująco:
Na tarczy o polu dwudzielnym; w I polu czerwonym pół orła białego; w II polu błękitnym trzy złote sześciopromienne gwiazdy ułożone jedna nad drugą.
Całość otacza płaszcz heraldyczny, podbity gronostajem.
Płaszcz zwieńcza mitra książęca.

## Geneza
Według Juliusza Ostrowskiego, herbownymi Prozoru był ród Prozorów osiadły w XVII w. na terenie ówczesnego województwa trockiego. Członkowie rodu rościli prawo do pochodzenia od rosyjskich książąt prorozowskich. Nie znaleziono jednak wzmianki o wyjeździe z Rosji kogokolwiek z Prozorów.

## Herbowni
Informacje na temat herbownych w artykule sporządzone zostały na podstawie wiarygodnych źródeł, zwłaszcza klasycznych i współczesnych herbarzy. Należy jednak zwrócić uwagę na częste zjawisko przypisywania rodom szlacheckim niewłaściwych herbów, szczególnie nasilone w czasie legitymacji szlachectwa przed zaborczymi heroldiami, co zostało następnie utrwalone w wydawanych kolejno herbarzach. Identyczność nazwiska nie musi oznaczać przynależności do danego rodu herbowego. Przynależność taką mogą bezspornie ustalić wyłącznie badania genealogiczne.
Pełne listy herbownych nie są dziś możliwe do odtworzenia, także ze względu na zniszczenie i zaginięcie wielu akt i dokumentów w czasie II wojny światowej (m.in. w czasie powstania warszawskiego w 1944 spłonęło ponad 90% zasobu Archiwum Głównego w Warszawie, gdzie przechowywana była większość dokumentów staropolskich). Nazwisko znajdujące się w artykule pochodzi z Herbarza polskiego, Tadeusza Gajla. Występowanie danego nazwiska w artykule nie musi oznaczać, że konkretna rodzina pieczętowała się herbem Prozor. Często te same nazwiska są własnością wielu rodzin reprezentujących wszystkie stany dawnej Rzeczypospolitej, tj. chłopów, mieszczan, szlachtę. Herb Prozor jest herbem własnym, wiec do jego używania uprawniona jest zaledwie jedna rodzina:
|  | Prozor Tadeusz Gajl, Herbarz Polski |

### Znani herbowni
- Ignacy Kajetan Prozor – generał major ziemiański w insurekcji kościuszkowskiej, rotmistrz Kawalerii Narodowej[2].
- Józef Prozor – wojewoda witebski w latach 1781–1787, kasztelan witebski 1774–1781, marszałek, generał major[2].
- Karol Prozor – członek Komisji Rządu Tymczasowego w 1812 roku, oboźny wielki litewski, marszałek[2].
- Maurycy Prozor – polski naczelnik powstania kowieńskiego w 1831 roku[2].

## Odmiany herbu
Prozor II – należący do członków rodu Jackowskich w winnickiem.

Na tarczy dwudzielnej w polu prawem — trzy kamienie jeden pod drugim, w lewem zaś pół orła.

Prozor III – odmiana opisana w rękopisie witebskiego ziemianina Iwana Chrzczona.

Na tarczy dwudzielnej w polu prawem — pół orła, w lewem zaś — trzy kamienie jeden pod drugim,